# Liste des monuments Art nouveau de Nancy
Cet article recense les principaux monuments Art nouveau de Nancy.

## Histoire
En 1871, à la suite de la guerre franco-allemande de 1870, la ville de Nancy reste française tandis que l'Alsace et le département de la Moselle, avec notamment Strasbourg et Metz, sont rattachés à l'Allemagne par le traité de Francfort.
Nancy connaît alors une période de prospérité et un nouvel âge d'or culturel. C’est dans ce contexte que se développe l’Art nouveau à Nancy : à travers les établissements de commerces et les banques de centre-ville, l’École de Nancy grave dans la pierre, le métal, le verre et le bois l’esprit de la bourgeoisie nancéienne de l’époque.

## Liste
| Monument                                                                                                  | Adresse                                        | Architecte                                  | Date construction | Notice                          | Date protection | Coordonnées           | Illustration |
| --- | ---------------------------------------------- | ------------------------------------------- | ----------------- | ------------------------------- | --------------- | --------------------- | ------------ |
| Banque SNVB actuellement banque CIC                                                                       | 4, place Maginot                               | Joseph Hornecker                            | 1906 1909         | PA00132624                      | 1994            | 48.689889 6.177306    |              |
| Brasserie Excelsior                                                                                       | 1, rue Mazagran 50, rue Henri-Poincaré         | Lucien Weissenburger et Alexandre Mienville | 1910              | PA00106114                      | 1976            | 48.690833 6.175694    |              |
| Piscine Nancy-Thermal                                                                                     | Rue du Sergent-Blandan                         | Louis Lanternier                            | 1910 1913         |                                 |                 |                       |              |
| Musée de l'École de Nancy et parc Corbin                                                                  | 36, rue du Sergent-Blandan                     | -                                           | 1911 1912         | PA54000010                      | 1998            | 48.680339 6.165897    |              |
| Maison Le Jeune                                                                                           | 30, rue du Sergent-Blandan                     | Émile André                                 | 1902 1903         | PA00106302                      | 1988            | 48.680871 6.165926    |              |
| Maison Collignon                                                                                          | 55, rue de Boudonville                         | -                                           | 1905              | PA00106133                      | 1978            | 48.698108 6.16624     |              |
| Conciergerie de Saurupt                                                                                   | Saurupt 2, rue des Brice                       | Émile André Henry Gutton                    | 1902              | PA00132626                      | 1994            | 48.679931 6.181498    |              |
| Villa Les Glycines                                                                                        | Saurupt 5, rue des Brice                       | Émile André                                 | 1902 1904         | PA00132627                      | 1994            | 48.679444 6.182222    |              |
| Villa Les Roches                                                                                          | Saurupt 6, rue des Brice                       | Émile André                                 | 1904              | Enquête pour inventaire général | -               | -                     |              |
| Villa Lang                                                                                                | Saurupt 1, boulevard Georges-Clemenceau        | Lucien Weissenburger                        | 1905 1906         | PA00132636                      | 1994            | 48.678667 6.180417    |              |
| Villa Fruhinsholz                                                                                         | Saurupt 77, avenue du Général-Leclerc          | Léon Cayotte                                | 1908 1910         | PA00106454                      | 1992            | 48.6794 6.181         |              |
| Villa Marguerite                                                                                          | Saurupt 3, rue du Colonel-Renard               | Joseph Hornecker                            | 1903 1905         | PA00132629                      | 1994            | 48.67861111 6.1813888 |              |
| Maisons                                                                                                   | Saurupt Rue du Maréchal-Gérard                 | César Pain Louis Déon …                     | Début XXe         | -                               | -               | -                     |              |
| Villa Les Cigognes                                                                                        | Saurupt rond-point Marguerite-de-Lorraine      | Émile André                                 | -                 | -                               | -               | -                     |              |
| Maison Geschwindenhamer                                                                                   | 6 ter, quai de la Bataille                     | Joseph Hornecker Henri Gutton               | 1905              | PA00132625                      | 1994            | 48.681402 6.186311    |              |
| Maison Houot                                                                                              | 7, rue de Chanzy                               | Joseph Hornecker                            | 1907              | PA00106177                      | 1976            | 48.689972 6.178333    |              |
| Ancienne banque Charles Renauld actuellement banque BNP Paribas                                           | 9, rue de Chanzy 58, rue Saint-Jean            | Émile André Paul Charbonnier                | 1910              | PA00106178                      | 1994 1996       | 48.689722 6.178611    |              |
| Immeuble Weissenburger                                                                                    | 1, boulevard Charles-V                         | Lucien Weissenburger                        | 1903 1904         | PA00106181                      | 1994            | 48.698387 6.174933    |              |
| Maison Schott                                                                                             | 6, quai Choiseul                               | Émile André                                 | 1900              | PA00132628                      | 2009            | 48.701326 6.168874    |              |
| Maison Eugène Biet                                                                                        | 41, rue Pasteur                                | Georges Biet Eugène Vallin                  | 1907              | -                               | -               | -                     |              |
| Immeuble Georges Biet                                                                                     | 22, rue de la Commanderie                      | Georges Biet Eugène Vallin                  | 1901 1902         | PA00106187                      | 1975            | 48.6867 6.1714        |              |
| Pharmacie Jacques                                                                                         | 33, rue de la Commanderie 55, rue Jeanne-d'Arc | Lucien Bentz                                | 1903              | PA00106188                      | 1977            | 48.686601 6.171454    |              |
| Ancien magasin Goudchaux                                                                                  | 4, rue des Dominicains                         | Eugène Vallin                               | 1901              | PA00132630                      | 1994            | 48.692749 6.182816    |              |
| Pharmacie du Ginkgo                                                                                       | 38, rue des Dominicains                        | Paul Charbonnier                            | 1915              | -                               | -               | -                     |              |
| Maison | 24, rue Félix-Faure                            | César Pain                                  | 1900 1910         | PA00132631                      | 1994            | 48.678219 6.16594     |              |
| Maison | 25, rue Félix-Faure                            | César Pain                                  | 1900 1910         | PA00132632                      | 1994            | 48.678037 6.166077    |              |
| Maison | 26, rue Félix-Faure                            | César Pain                                  | 1900 1910         | PA00132633                      | 1994            | 48.678192 6.165853    |              |
| Maison | 28, rue Félix-Faure                            | César Pain                                  | 1900 1910         | PA00132634                      | 1994            | 48.67817 6.165782     |              |
| Maison | 30, rue Félix-Faure                            | César Pain                                  | 1900 1910         | PA00132635                      | 1994            | 48.678149 6.165711    |              |
| Immeuble Magasins réunis actuellement Printemps et Fnac                                                   | 2, avenue Foch                                 | Pierre Le Bourgeois                         | 1925              | -                               | -               | -                     |              |
| Ancien immeuble du journal L’Est républicain                                                              | 5 bis, avenue Foch                             | Pierre Le Bourgeois                         | 1912              | -                               | -               | -                     |              |
| Maison du Docteur Paul Jacques                                                                            | 41, avenue Foch 37, rue Jeanne-d'Arc           | Paul Charbonnier                            | 1905              | PA00106192                      | 1979            | 48.6875 6.1709        |              |
| Maison Loppinet                                                                                           | 45, avenue Foch                                | Charles-Désiré Bourgon                      | 1902              | PA00106193                      | 1976            | 48.687384 6.170422    |              |
| Immeuble Lombard                                                                                          | 69, avenue Foch                                | Émile André                                 | 1902 1903         | PA00106194                      | 1996            | 48.686536 6.168008    |              |
| Immeuble France-Lanord                                                                                    | 71, avenue Foch                                | Émile André                                 | 1902 1904         | PA00106195                      | 1998            | 48.686438 6.167893    |              |
| Immeuble                                                                                                  | 19, rue Grandville                             | -                                           | -                 | PA54000077                      | 2012            | 48.701 6.1793         |              |
| Immeuble Mangon                                                                                           | 3, rue de l'Abbé-Gridel                        | Paul Charbonnier                            | 1902              | PA00106126                      | 1977            | 48.686357 6.161976    |              |
| Immeuble                                                                                                  | 5, rue de l'Abbé-Gridel                        | -                                           | -                 | PA00106127                      | 1977            | 48.686433 6.161922    |              |
| Maison Noblot Les Pins                                                                                    | 2, rue Albin-Haller                            | Émile André                                 | 1912              | PA00106128                      | 1975            | 48.695868 6.165079    |              |
| Immeuble Kempf                                                                                            | 40, cours Léopold                              | Félicien César et Fernand César             | 1903              | PA00106230                      | 1975            | 48.696768 6.175953    |              |
| Immeuble                                                                                                  | 48, cours Léopold                              | Lucien Weissenburger                        | 1905 1906         | PA00106231                      | 1976            | 48.697492 6.175531    |              |
| Maison Bloch                                                                                              | 50, cours Léopold                              | Charles-Désiré Bourgon                      | 1909 1910         | PA00106232                      | 2004            | 48.6976 6.1754        |              |
| Maison Chardot                                                                                            | 52, cours Léopold                              | Lucien Weissenburger                        | 1905 1906         | PA00106233                      | 1976            | 48.697713 6.175336    |              |
| Immeuble Bergeret                                                                                         | 24, rue Lionnois                               | Lucien Weissenburger                        | 1903 1904         | PA00106234                      | 1996            | 48.683704 6.193172    |              |
| Maisons Huot                                                                                              | 92, quai Claude-le-Lorrain                     | Émile André                                 | 1903              | PA00106184                      | 1994            | 48.698722 6.170083    |              |
| Villa Majorelle                                                                                           | 1, rue Louis-Majorelle                         | Henri Sauvage                               | 1901 1902         | PA00106322                      | 1996            | 48.6855 6.1639        |              |
| Maison Luc                                                                                                | 25, rue de Malzéville                          | René Hermant                                | 1901 1902         | PA00106252                      | 2004            | 48.702121 6.179289    |              |
| Maison Cavallier                                                                                          | 93, rue de Metz                                | -                                           | -                 | PA00106253                      | 1981            | 48.703955 6.169676    |              |
| Maison Renaudin                                                                                           | 49-51, rue Pasteur                             | Lucien Bentz                                | 1902              | PA00106257                      | 1981            | 48.681575 6.168373    |              |
| Chambre de commerce et d'industrie de Meurthe-et-Moselle                                                  | 40, rue Henri-Poincaré                         | Émile Toussaint Louis Marchal               | 1908              | PA00106103                      | 1994 1996 2013  | 48.6913 6.1771        |              |
| Ancien magasin Vaxelaire et Pignot                                                                        | 13, rue Raugraff                               | Charles André Émile André Eugène Vallin     | 1901              | PA00132638                      | 1994            | 48.690142 6.181682    |              |
| Immeuble Arnoux-Masson                                                                                    | 24, rue Saint-Dizier                           | Louis Déon                                  | 1911 1913         | PA00132639                      | 1994            | 48.691074 6.182132    |              |
| Immeuble Aimé actuellement banque Société Générale                                                        | 42-44, rue Saint-Dizier                        | Georges Biet Eugène Vallin                  | 1903              | PA00132640                      | 1994            | 48.690123 6.182806    |              |
| Anciens magasins Vaxelaire et Pignot actuellement Mc Donald’s                                             | 53-57, rue Saint-Dizier                        | Lucien Weissenburger                        | 1913              | -                               | -               | -                     |              |
| Immeuble du Crédit lyonnais de Nancy                                                                      | 7 bis-9, rue Saint-Georges                     | Félicien César                              | 1901              | PA00106106                      | 1996            | 48.691191 6.182808    |              |
| Ancienne graineterie Génin-Louis                                                                          | 52, rue Saint-Jean 2, rue Bénit                | Henri Gutton et Henry Gutton                | 1901              | PA00106263                      | 1976            | 48.689858 6.179222    |              |
| Immeuble Camal                                                                                            | 5, rue Saint-Julien                            | Eugène Vallin                               | 1904 1905         | PA00106264                      | 1976            | 48.691978 6.184214    |              |
| Immeuble Casino des Familles                                                                              | 7, rue Saint-Julien                            | Louis Lanternier                            | 1902              | -                               | -               | -                     |              |
| Maison Docteur Spillmann                                                                                  | 34, rue Saint-Léon                             | Lucien Weissenburger                        | 1907 1908         | PA00132641                      | 1994            | 48.688519 6.172911    |              |
| Ancienne imprimerie Royer                                                                                 | 3 bis, rue de la Salpêtrière                   | Lucien Weissenburger                        | 1899 1900         | PA00132642                      | 1994            | 48.685494 6.185609    |              |
| Immeuble Margo                                                                                            | 86, rue Stanislas                              | Eugène Vallin Paul Charbonnier              | 1906              | PA00106288                      | 1976            | 48.691651 6.176592    |              |
| Ensemble Poirel                                                                                           | 5, rue Victor-Poirel                           | Albert Jasson                               | 1889              | -                               | -               | -                     |              |
| Édifice remarquable Siège de la société des Hauts-Fourneaux et Fonderies                                  | 91, avenue de la Libération                    | Émile André                                 | 1902              | PA54000058                      | 2003            | 48.6935 6.165         |              |
| Édifice remarquable pharmacie Rosfelder                                                                   | 12, rue de la Visitation                       | Émile André                                 | 1902              | -                               | -               | -                     |              |
| Édifice remarquable collection de vases Daum au musée des Beaux-Arts de Nancy                             | 3, place Stanislas                             | -                                           | -                 | -                               | -               | 48.6935 6.1824        |              |
| Édifice remarquable Maison du peuple                                                                      | 2, rue Drouin                                  | Paul Charbonnier                            | 1900 1902         | PA00106442                      | 1989            | 48.6918 6.1882        |              |
| Édifice remarquable Maison et Atelier Vallin                                                              | 6, boulevard Lobau                             | Eugène Vallin                               | 1895 1896         | PA00106235                      | 1976            | 48.690138 6.193194    |              |
| Édifice remarquable Maison et Atelier Vallin                                                              | 8, boulevard Lobau                             | Eugène Vallin                               | 1895 1896         | PA00132637                      | 1994            | 48.68988 6.193188     |              |
| Édifice remarquable Maison Gaudin                                                                         | 97, rue Charles III                            | Georges Biet                                | 1899              | PA00106182                      | 1994            | 48.688638 6.190444    |              |
| Édifice remarquable Établissement d'Émile Gallé                                                           | 86, boulevard Jean-Jaurès                      | Henri-Louis Antoine et Henri-Victor Antoine | 1912 1926         | PA54000057                      | 2003            | 48.679925 6.178935    |              |
| Édifice remarquable Maison Docteur Léon Hoche                                                             | 16, rue Émile-Gallé                            | Georges Biet                                | 1906 1907         | -                               | -               | -                     |              |
| Édifice remarquable Maison Ducret                                                                         | 66, rue Jeanne-d’Arc                           | Émile André Paul Charbonnier                | 1908              | -                               | -               | -                     |              |
| Édifice remarquable tombes d’Eugène Corbin d’Émile Gallé de la famille Majorelle au cimetière de Préville | Rue Raymond-Poincaré                           | -                                           | 1901 1904 1912    | -                               | -               | -                     |              |
| Édifice remarquable tombes de la famille Krug Holveg ou Fruhinsholz au Cimetière du Sud (Nancy)           | Quai de la Bataille                            | -                                           |                   | -                               | -               | -                     |              |
| Édifice remarquable Maison Guingot                                                                        | 10, rue d’Auxonne                              | Lucien Weissenburger                        | 1903              | -                               | -               | -                     |              |
| Édifice remarquable Maison Bouret                                                                         | 65, rue de la Ravinelle                        | -                                           | 1887              | PA00135412                      | 1995            | 48.695532 6.170797    |              |
| Édifice remarquable Maison Simette                                                                        | 12 bis, rue de Metz                            | Charles-Désiré Bourgon                      | 1900              | -                               | -               | -                     |              |
| Édifice remarquable maisons                                                                               | Rue de Vic                                     | Louis Déon …                                | Début XXe         | -                               | -               | -                     |              |
| Édifice remarquable cristallerie Daum magasin d’usine                                                     | 17, rue des Cristalleries                      | -                                           | -                 | -                               | -               | -                     |              |